# Sophienreuth

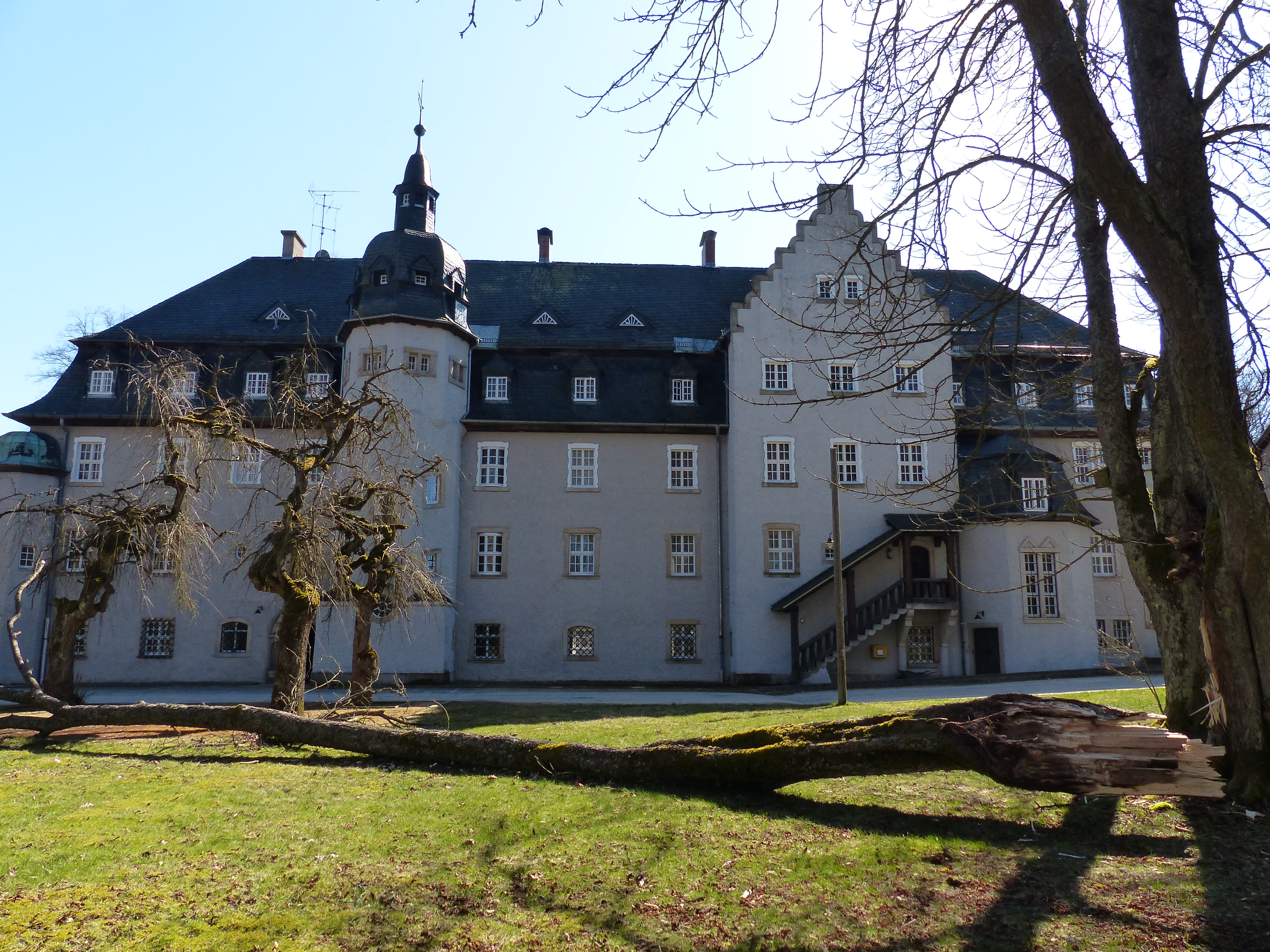
Schloss Sophienreuth

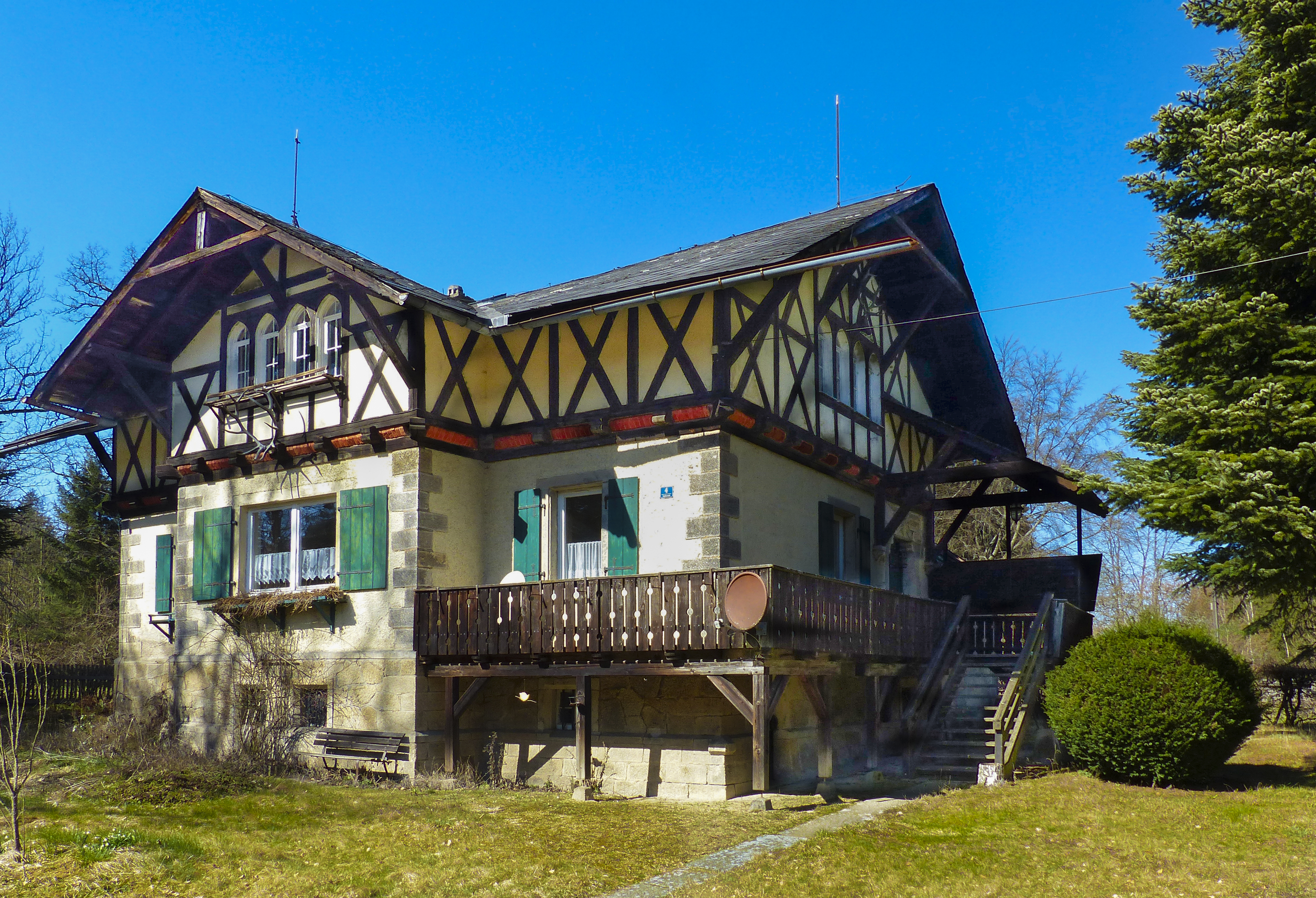
Forsthaus

Sophienreuth ist ein Gemeindeteil der Stadt Schönwald im Landkreis Wunsiedel im Fichtelgebirge (Oberfranken, Bayern).
Der Weiler Sophienreuth besteht aus der Schlossanlage Sophienreuth, welche 1777 vom Rittergutsbesitzer Wilhelm von Schmidt erbaut wurde. Er war Kammerherr des Markgrafen von Bayreuth. Zum Weiler gehört eine Glashütte und ein Pochwerk am Perlenbach.

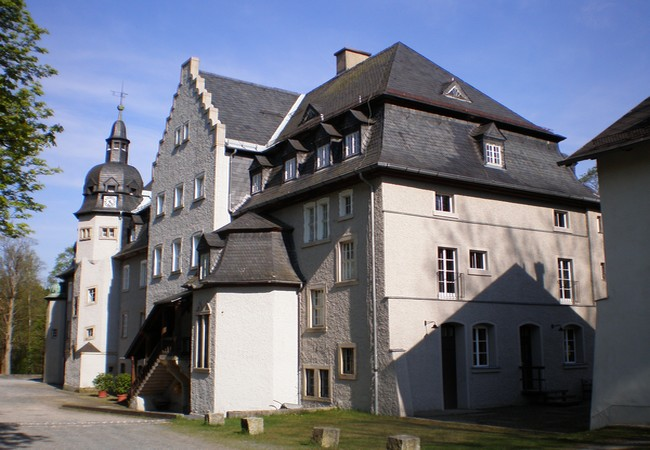
Schloss Sophienreuth
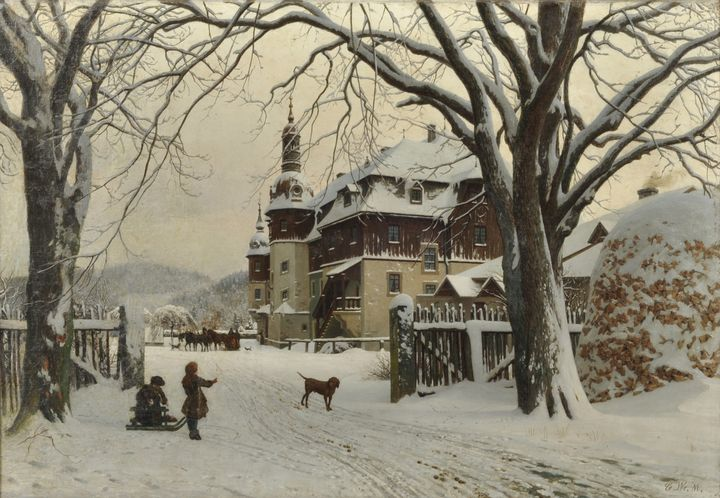
Ansicht nach Karl Wilhelm Müller